# Luke Stapleford
Luke Stapleford (Leicester, 11 luglio 1991) è un pilota motociclistico britannico.

## Carriera
Stapleford inizia a gareggiare nel campionato britannico Superstock 600, per poi passare alla Supersport, sempre a livello nazionale, dove vince il titolo nel 2015 a bordo di una Triumph Daytona 675 del team Profile Racing.
Nel frattempo, già nella stagione 2011, partecipò in qualità di wild card, a due gare del campionato mondiale Supersport in sella ad una Kawasaki ZX-6R, senza ottenere punti.
Nel 2013 partecipa, in qualità di wild card, al doppio round inglese del campionato europeo Superstock 600 a bordo di una Triumph, ottenendo due punti. Nel 2015 partecipa, ancora come wild card, al Gran Premio di Gran Bretagna nel mondiale Supersport, ottenendo un sesto posto in gara.
Nel 2016 diventa pilota titolare nel mondiale Supersport, iniziando la stagione con una Honda CBR600RR del team CIA Landlord Insurance Profile Honda prima di tornare, a partire dal Gran Premio d'Olanda ad Assen, alla guida di una Triumph 675 R gestita dal team Profile Racing. Proprio in occasione delle qualifiche su questo circuito ottiene il secondo miglior tempo a due decimi dall'autore della pole Randy Krummenacher. In occasione della gara finale del campionato, il GP di Losail, Stapleford ottiene la prima pole position per Triumph nel mondiale Supersport. Chiude poi la gara con un ritiro. Termina la prima stagione completa nel mondiale Supersport al sedicesimo posto con trentacinque punti ottenuti.
Nel 2017 è nuovamente pilota titolare nel mondiale Supersport, con la stessa moto e lo stesso team della stagione precedente. Il compagno di squadra è il connazionale Stefan Hill. Chiude la stagione al decimo posto con cinquantacinque punti ottenuti. Nel 2018 corre la terza stagione completa in Supersport, apre l'annata con un quinto posto in Australia. A partire dal Gran Premio di Donington, pur rimanendo nello stesso team, passa alla guida di una Yamaha YZF-R6.
Dal 2019 corre nel Campionato britannico Superbike in sella ad una Suzuki. Tornato a gareggiare nella classe intermedia del campionato d'oltremanica, nel 2024 è vice-campione Supersport con Triumph.

## Risultati nel mondiale Supersport
| 2011 | Moto     |  |  |  |  |  |  |  |    |  |  |  |     |  |  | Punti | Pos. |
| ---- | -------- |  |  |  |  |  |  |  | -- |  |  |  | --- |  |  | ----- | ---- |
| 2011 | Kawasaki |  |  |  |  |  |  |  | 19 |  |  |  | Rit |  |  | 0     |      |

| 2015 | Moto    |  |  |  |  |  |   |  |  |  |  |  |  |  |  | Punti | Pos. |
| ---- | ------- |  |  |  |  |  | - |  |  |  |  |  |  |  |  | ----- | ---- |
| 2015 | Triumph |  |  |  |  |  | 6 |  |  |  |  |  |  |  |  | 10    | 23º  |

| 2016 | Moto            |    |    |  |    |    |    |   |   |    |    |    |     |  |  | Punti | Pos. |
| ---- | --------------- | -- | -- |  | -- | -- | -- | - | - | -- | -- | -- | --- |  |  | ----- | ---- |
| 2016 | Honda e Triumph | 16 | 14 |  | 12 | 18 | 14 | 5 | 8 | 11 | 15 | 14 | Rit |  |  | 35    | 16º  |

| 2017 | Moto    |     |    |    |   |    |   |     |    |    |    |    |   |  |  | Punti | Pos. |
| ---- | ------- | --- | -- | -- | - | -- | - | --- | -- | -- | -- | -- | - |  |  | ----- | ---- |
| 2017 | Triumph | Rit | NP | 10 | 8 | 13 | 4 | Rit | 10 | 11 | 10 | 18 | 8 |  |  | 55    | 10º  |

| 2018 | Moto             |   |    |   |   |   |    |    |    |    |    |    |     |  |  | Punti | Pos. |
| ---- | ---------------- | - | -- | - | - | - | -- | -- | -- | -- | -- | -- | --- |  |  | ----- | ---- |
| 2018 | Triumph e Yamaha | 5 | 10 | 6 | 5 | 9 | 16 | 18 | 14 | 12 | 15 | 12 | Rit |  |  | 56    | 9º   |

| Legenda | 1º posto        | 2º posto            | 3º posto           | A punti      | Senza punti        | Grassetto – Pole position Corsivo – Giro più veloce |
| Legenda | Gara non valida | Non qual./Non part. | Ritirato/Non class | Squalificato | '-' Dato non disp. | Grassetto – Pole position Corsivo – Giro più veloce |